# Máltai kereszt (mechanizmus)

## Működése
A máltai kereszt-hajtás egy mechanizmus, mely folytonos körmozgást megszakított körmozgássá alakít. Nevét az egyik elemének a máltai kereszt alakjával való geometriai hasonlósága miatt kapta. Ez a megszakításos hajtómű egy hajtó tárcsából áll (2), melyen excentrikus csap (1) helyezkedik el. Ez a csap a máltai kereszt alakú alkatész (3) hornyában csúszva elforgatja azt, míg ki nem kerül belőle, ezután a tárcsa tovább forog nem mozgatva a máltai keresztet addig, amíg el nem éri a következő hornyot, melybe csúszva újabb szöggel fordítja el, és így tovább. A tárcsán még egy körcikk alakú kiemelkedés is található, mely arra hivatott, hogy megakadályozza a máltai kereszt ugyancsak körcikk alakú kontúrjába illeszkedve annak elfordulását addig, míg a csap el nem éri a következő hornyot.
| A máltai kereszt mechanizmus működési elve | A máltai kereszt mechanizmus működés közben |

A szerkezetet más országokban genfi hajtásnak (például angolul Geneva drive) hívják, mivel először mechanikus órákban alkalmazták Svájcban és itt Genf volt az óragyártás egyik fontos központja. 
A szokásos elrendezésnél a hajtott kerék négy horonnyal készül, és így a hajtó kerék minden fordulatára a máltai kereszt 90°-al fordul el. Általában, ha a hajtott kerék hornyainak száma n, akkor a hajtó tengely egy fordulatára 360/n szöggel fordul el a máltai kereszt tengelye.
Mivel a mechanizmus egyes részei erősen súrlódnak egymáson, intenzív kenést igényelnek, ezért gyakran olajteknőbe helyezik.

## Alkalmazása

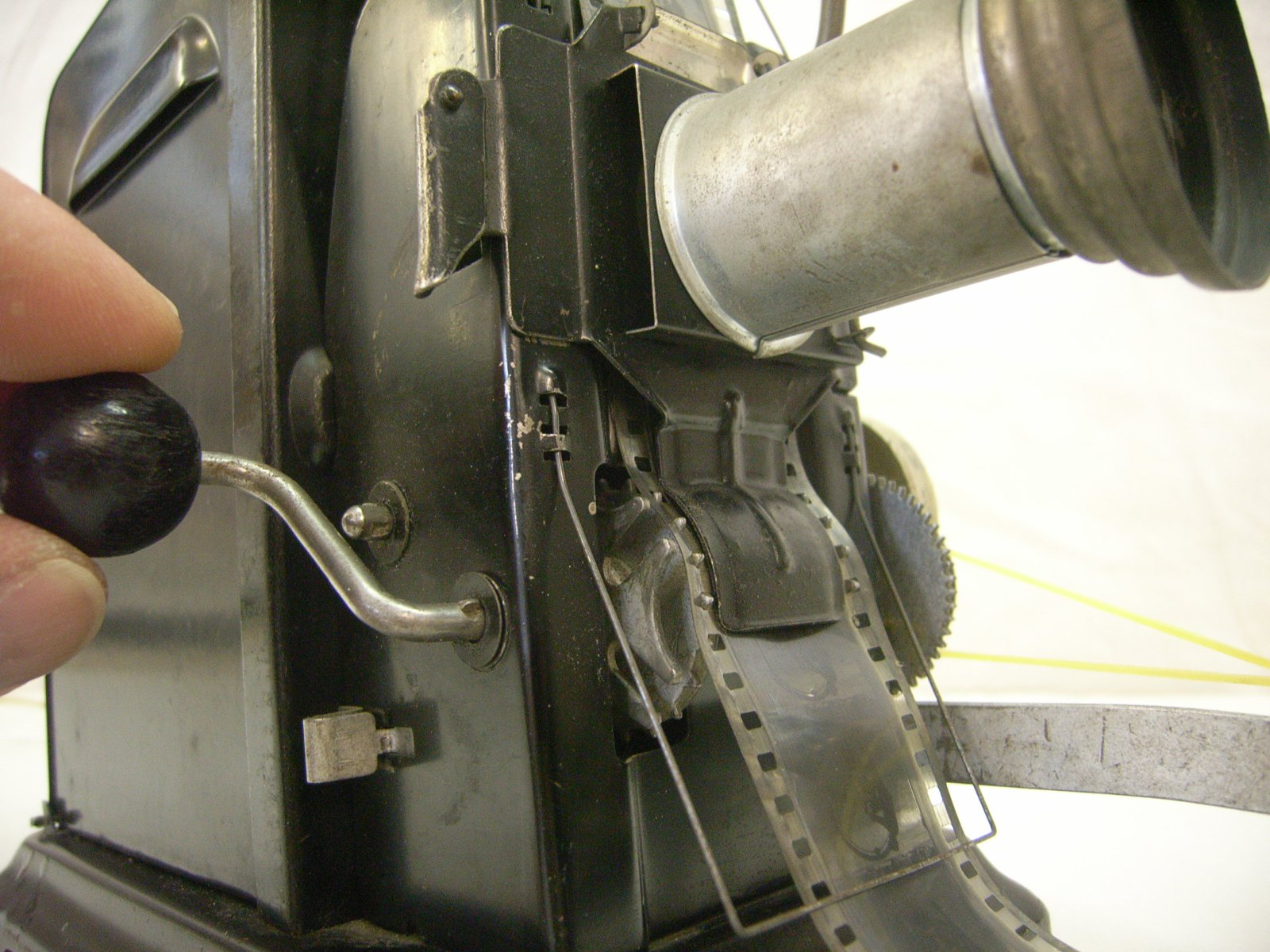
Kézi hajtású filmvetítőgép

Belső hajtású máltai kereszt mechanizmus

A máltai kereszt egyik ismert alkalmazása a mozgófilm vetítőknél a filmet továbbító mechanizmus. Itt a film nem mozog folytonosan, hanem gyorsan továbbmozog két filmkocka között, majd szünetet tart és a gép csak azután húzza be a következő filmkockát. A normál szélességű filmet lejátszó hagyományos vetítőgépeknél 1/24 másodpercig áll a film a vetítőgép lencséje előtt. Ezt a megszakításos mozgást máltai kereszt hajtással érik el. Léteznek más mechanizmusok is a filmtovábbításra, a korszerű vetítőgépek elektromechanikus hajtást használnak vagy léptetőmotort, mely lehetővé teszi a film visszafelé lejátszását is. A máltai keresztes hajtás először Oskar Messter és Max Gliewe vetítőin és Robert William Paul Teatrograph gépén jelent meg, a korábbi vetítőgépek, mint például az Edison-féle Vitascope Georges Demenÿ 1893-as találmányát használták a megszakításos filmtovábbításra.
A máltai kereszt mechanizmust rugóhajtású mechanikus óráknál is használták, de nem az óra működtetésére, hanem a rugó felhúzó szerkezetének kézi hajtásánál annak megakadályozására, hogy a rugót túlhúzzák. Erre egyszerűen úgy nyílik lehetőség, hogy az egyik hornyba dugót raknak, ekkor a szerkezetet nem lehet egy határon túl továbbforgatni és a rugót túlfeszíteni. Ezt a megoldást a 17. és 18. század órásai alkalmazták. 
A máltai kereszt mechanizmus más alkalmazásai: 
- régi tollas plotterekben a különböző színű vagy vonalvastagságú tollak cseréjére szolgáló szerkezetnél,
- szerelő szalagoknál az úgynevezett palettáknak, vagyis azoknak a tipizált elemeknek a mozgatására, melyekre a szerelendő gépeket a szalagon való továbbítás céljából erősítik,
- CNC megmunkáló központoknál a szerszámok cseréjére, és így tovább.

## Belső máltai kereszt hajtás
Az eddigiekben ismertetetett külső máltai kereszt-hajtáson kívül belső hajtás is készíthető. A külső változat használata gyakoribb, mivel kisebb méretekkel építhető és szilárdságilag kedvezőbb. A hajtó tengelynek ebben az esetben egy oldalon lehetnek a csapágyai (végforgattyú). A hajtó tengely elfordulási szöge, mely alatt a hajtott tengely egy ívet elfordul külső hajtásnál mindig kisebb 180°-nál, a belső hajtásnál pedig mindig nagyobb 180°-nál.

## Külső hivatkozások
- A máltai kereszt-hajtás (angol).
- Máltai kereszt-hajtás (angol).
- Külső máltai kereszt-hajtás animáció

## Fordítás
- Ez a szócikk részben vagy egészben  a   Geneva drive című angol Wikipédia-szócikk fordításán alapul.  Az eredeti cikk szerkesztőit annak laptörténete sorolja fel. Ez a jelzés csupán a megfogalmazás eredetét és a szerzői jogokat jelzi, nem szolgál a cikkben szereplő információk forrásmegjelöléseként.